# Jean-Charles de Castelbajac
Pour les articles homonymes, voir Castelbajac.
Pour les autres membres de la famille, voir Famille de Castelbajac.
Jean-Charles de Castelbajac, né le 28 novembre 1949 à Casablanca (Maroc), est un styliste, stylicien, costumier et collectionneur d'art français, descendant d'une ancienne famille noble de Bigorre.
Après diverses expériences dans le prêt-à-porter dans les années 1970, il fonde l'entreprise portant sa marque à l'aube des années 1980 et se fait connaître du public par son approche novatrice remplie de recyclages et de références à l'enfance ou à l'art, le tout dans une ambiance le plus souvent très colorée. Dans un mélange de genres avec son activité de styliste pour ses boutiques, il habille tout au long de sa carrière de nombreux artistes, ainsi que des personnalités médiatiques ; ces personnalités, à l'image de Farrah Fawcett, Vanessa Paradis ou Lady Gaga, lui offriront une visibilité importante en portant certaines de ses créations les plus emblématiques, vêtues parfois de nounours ou de grenouilles. De la même génération de création que Thierry Mugler, Claude Montana, Jean Paul Gaultier ou Kenzo Takada, il est dans les années 1980 l'un de ces « jeunes créateurs » qui renouvellent la mode de l'époque, refusant le conformisme de la traditionnelle haute couture, à laquelle il finira par céder, une fois, dans les années 2000.
Tout au long de sa carrière, ayant le goût des rencontres, il sait s'entourer d'artistes contemporains qui participent à ses créations, et collabore depuis des décennies avec de nombreuses marques variées du domaine de l'habillement, de la consommation, ou du mobilier. Après un court passage auprès d'André Courrèges avec qui il est parfois comparé, il crée des vêtements liturgiques pour les Journées mondiales de la Jeunesse. Au milieu des années 2000, il est exposé au Victoria and Albert Museum ainsi qu'au Musée de la mode de Paris. Chevalier de la Légion d'honneur, Jean-Charles de Castelbajac est également commandeur des Arts et des Lettres. Les années 2010 marquent le retour du designer sur la scène mode, le créateur devenant directeur artistique des Le Coq Sportif et Benetton.

## Biographie

### Enfance
Fils de Jean-Louis de Castelbajac, ingénieur textile, et de Jeanne-Blanche Empereur-Bissonet, « Jean-Charles » (inscrit à l'état civil sous les prénoms Didier Jean Charles) nait à Casablanca le 28 novembre 1949. Il devient interne à partir de 6 ans dans un pensionnat catholique au château de Mesniėres-en-Bray et à l'Institution Notre-Dame de Bétharram pendant 10 ans, où la discipline règne. Il en sort à 17 ans sans diplôme. Passionné d'histoire militaire,, son enfance est marquée par Hannibal Barca, Bertrand du Guesclin, Barbazan, Pierre Basile, Le Grand Ferré ou encore Jeanne Hachette. Il perd son père à l'âge de quinze ans. À 18 ans, Jean-Charles fait sa révolution. En 1967, à Limoges où il habite avec sa mère, il entame une capacité en droit et il rencontre le dadaïste Raoul Hausmann à qui il achète une photographie. C'est aussi l'année de sa première veste, taillée dans sa couverture de pensionnaire, manteau qui a ensuite été porté par John Lennon. L'année suivante, il devient auditeur libre à l’école des Beaux-Arts de Paris.

### Carrière

#### Années 1970

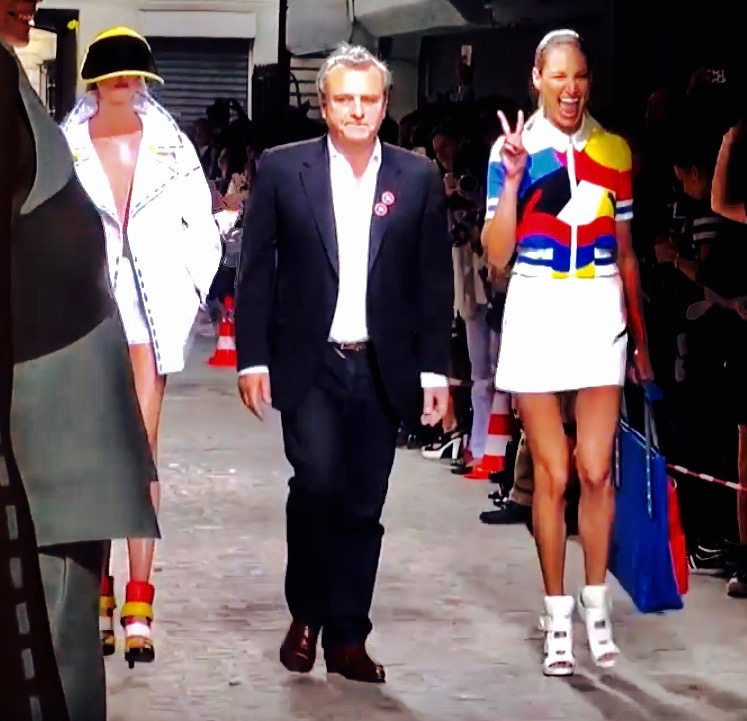
Jean-Charles de Castelbajac lors d'un défilé en 2014.

Jean-Charles de Castelbajac créé sa première ligne de prêt-à-porter féminin en 1968 pour l’entreprise de confection Valmont fondée à Limoges par sa mère,,,. Faisant référence au chaos des événements du mois de mai, il rebaptise la société Ko & Co. La veste taillée dans une couverture fait sensation, ses créations sont un succès. Le premier défilé a lieu l'année suivante, avec l'utilisation de matières détournées : serpillières, éponges, toiles cirées… Chantal Thomass et Kenzo Takada sont commercialisés par la boutique Ko & Co.
En 1970, Jean-Charles de Castelbajac travaille pour les sociétés de prêt-à-porter V de V et Pierre d’Alby en France. En Italie, il crée une collection de jeans pour la marque Jésus ; la publicité, reprenant la phrase « qui m’aime me suive » apposée à la photographie d’un mini short porté par une jeune femme, donne lieu à un scandale qui lance la marque de manière très efficace. Il se diversifie également dans la création de costumes de scène. Soutenu par Catherine Rousso, il fait sa première couverture du magazine ELLE.
Il rejoint avec Ko & Co le groupe « Créateurs et Industriels » créé par Didier Grumbach, François Lévy, aidés d'Andrée Putman, et fait partie de ces nouveaux talents appelés « créateurs ». C'est à cette époque qu'il participe à un défilé dans une tente gonflable avec Christiane Bailly, Issey Miyake et Roland Chakkal sur le toit du parking de la place du Marché-Saint-Honoré, place où il ouvrira sa première boutique, mélangeant prêt-à-porter et autres produits.
Il fait alors la une du Women’s Wear Daily avec le titre « Castelbajac, the man on the moon » . On l’appelle « le Courrèges des années 1970 », aussi à cause de son utilisation fréquente du blanc et des couleurs vives tel André Courrèges ; cette couverture sera suivie de celle du Vogue américain.
Il investit le Palais Galliera pour un défilé ; celui-ci est futuriste avec l'utilisation de bandes Velpeau, de nylon de protection et de visière de mica. Le défilé suivant prend lieu à la Bourse du commerce en 1974, transformée pour l’occasion en vaisseau spatial, marque l'arrivée du premier manteau « doudoune » et de l'emblématique poncho à deux places. Le groupe de musiciens qui l’accompagne s’appellera bientôt Téléphone.
Il rencontre Vivienne Westwood et Malcolm McLaren dans leur boutique à Londres ; ce dernier lui fera découvrir les Sex Pistols quelques années après, et composera la musique de son défilé automne/hiver 1992, dont le CD tient lieu de carton d’invitation.
Jean-Charles de Castelbajac débute sa collection d'art contemporain. Pour la première fois, un artiste peint l’invitation du défilé, Jigé. Les suivantes seront réalisées par Jean-Charles Blais, Robert Malaval, Pierre et Gilles, Cindy Sherman, Robert Mapplethorpe, Keith Haring, ou Gérard Garouste…
Avec l’industriel italien Achille Maramoti, fondateur de Max Mara, il collabore dès 1975 et signe la ligne Sportmax. Vers la même époque, Jean-Charles de Castelbajac fonde la ligne « Iceberg », une nouvelle ligne pour homme. La campagne photographique Les contemporains par Oliviero Toscani apparait ; la seconde aura lieu en 1981 par Bettina Rheims, puis de nouveau Oliviero Toscani deux ans plus tard.
Farrah Fawcett porte ses nouvelles doudounes dans la série Drôles de dames, elles deviendront un succès commercial.
Invité à l’initiative de Shiseido, Jean-Charles de Castelbajac organise un premier défilé à Tokyo ; à la suite de quoi il ouvrira une boutique dans cette même ville. Vers la fin de cette époque, il quitte l'entreprise Créateurs et Industriels pour fonder sa propre société, « Jean-Charles de Castelbajac ». Dans ses collections apparaissent pour la première fois des textes littéraires comme imprimés. Il devient membre de la Chambre syndicale de la haute couture en qualité de « créateur » en 1979 : fréquentant Le Palace, il côtoie les autres créateurs de l'époque.

#### Années 1980

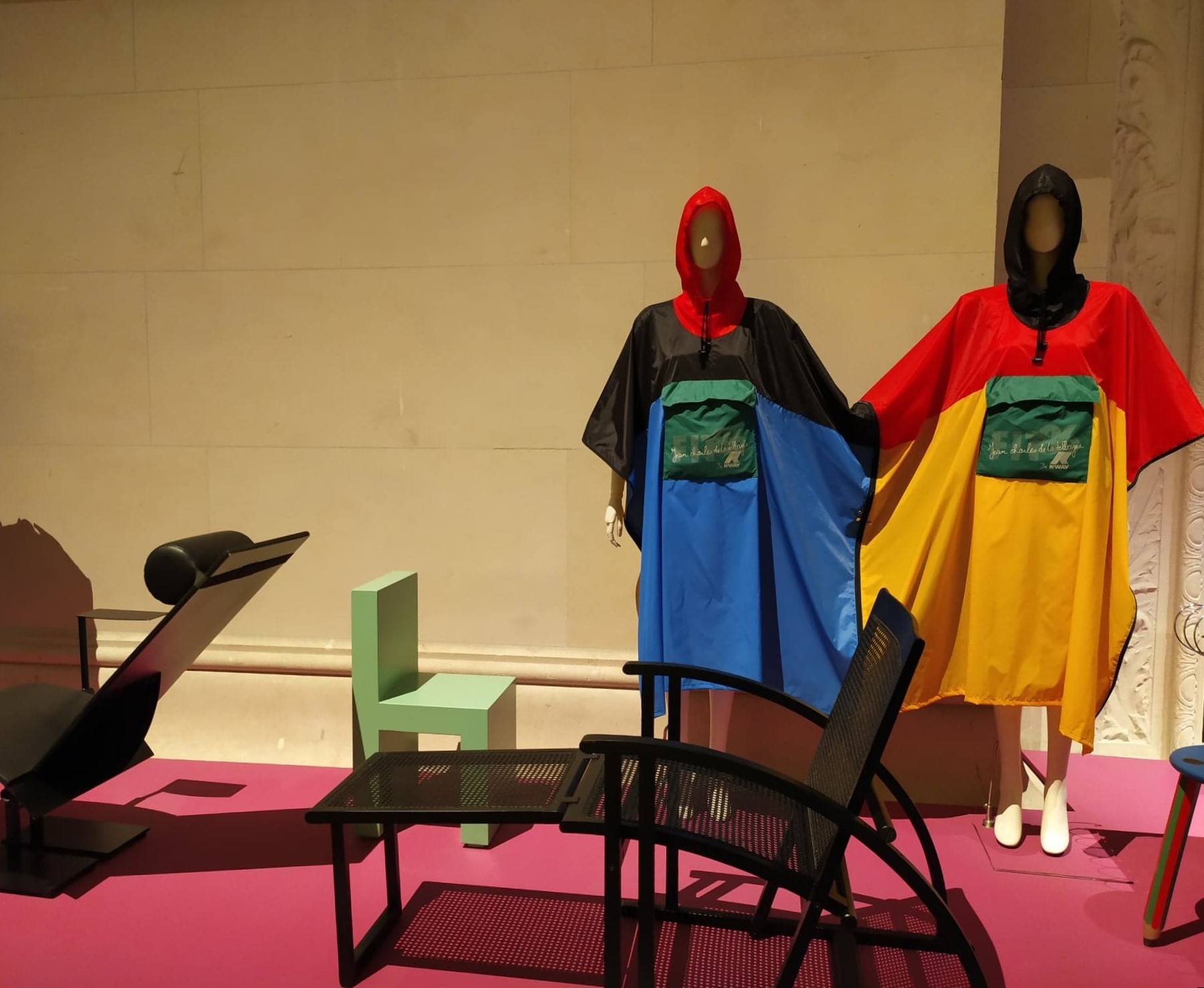
Poncho en nylon K-Way / Jean-Charles de Castelbajac : collection printemps-été 1986 ; exposé au MAD.

Le début de la décennie voit le lancement de son parfum Première ; le suivant, JCC no 2, sortira en 1988, suivi bien plus tard au début des années 2000 de son autre parfum intitulé Doudou,.
Une rétrospective de toutes les innovations dans le domaine du design est présentée à Linz en Autriche.
Au début des années 1980, il crée la robe « Questionnaire de Proust » et le perfecto réalisé avec une accumulation de gants de cuir, ainsi que ses premières robes-tableaux, peintes par Jean-Charles Blais, Robert Combas, Loulou Picasso, Ben,, Annette Messager, Gérard Garouste, Hervé Di Rosa, Miquel Barceló. Peu après, apparaissent des robes « hommages », en passant de Mickey Mouse à Louis XVI. Il collabore avec Robert Mapplethorpe, Cindy Sherman, pour des séries de photos de ses modèles. Il rencontre Jean-Michel Basquiat, et Keith Haring qui lui fait découvrir le « street art »,. Le travail de Basquiat et Haring lui inspire les Robes graffiti qu’il réalise avec un grapheur. Sa collection printemps-été 1984 est plus particulièrement remarquée.
L'époque voit aussi l'apparition de modèle remarqués tel que le pull « Shiva » à six manches, les vêtements « devant-derrière » (tailleurs et smokings boutonnés dans le dos) et vestes portées en guise de jupes et jupes portées en vestes, les premiers vêtements surdimensionnés, les « vêtements Gulliver ». Jean-Charles de Castelbajac collabore avec Snoopy Incorporated et commence son travail sur les accumulations : gants, chaussettes, bérets… Vanessa Paradis défilera avec la veste Snoopy lors de la collection Hiver 89/90. Il réalise alors son fameux manteau « Teddy Bear » composé d'ours en peluche, porté entre autres par Madonna et Diana Ross,, création emblématique dont il dira plus tard : « J'ai longtemps été un artiste qui faisait de la mode, ce n'est plus le cas aujourd'hui [en 2010]. Avant, il y avait des choses qui n'étaient pas indispensables, comme les manteaux-nounours qui relevaient plus de l'art que de la mode. »

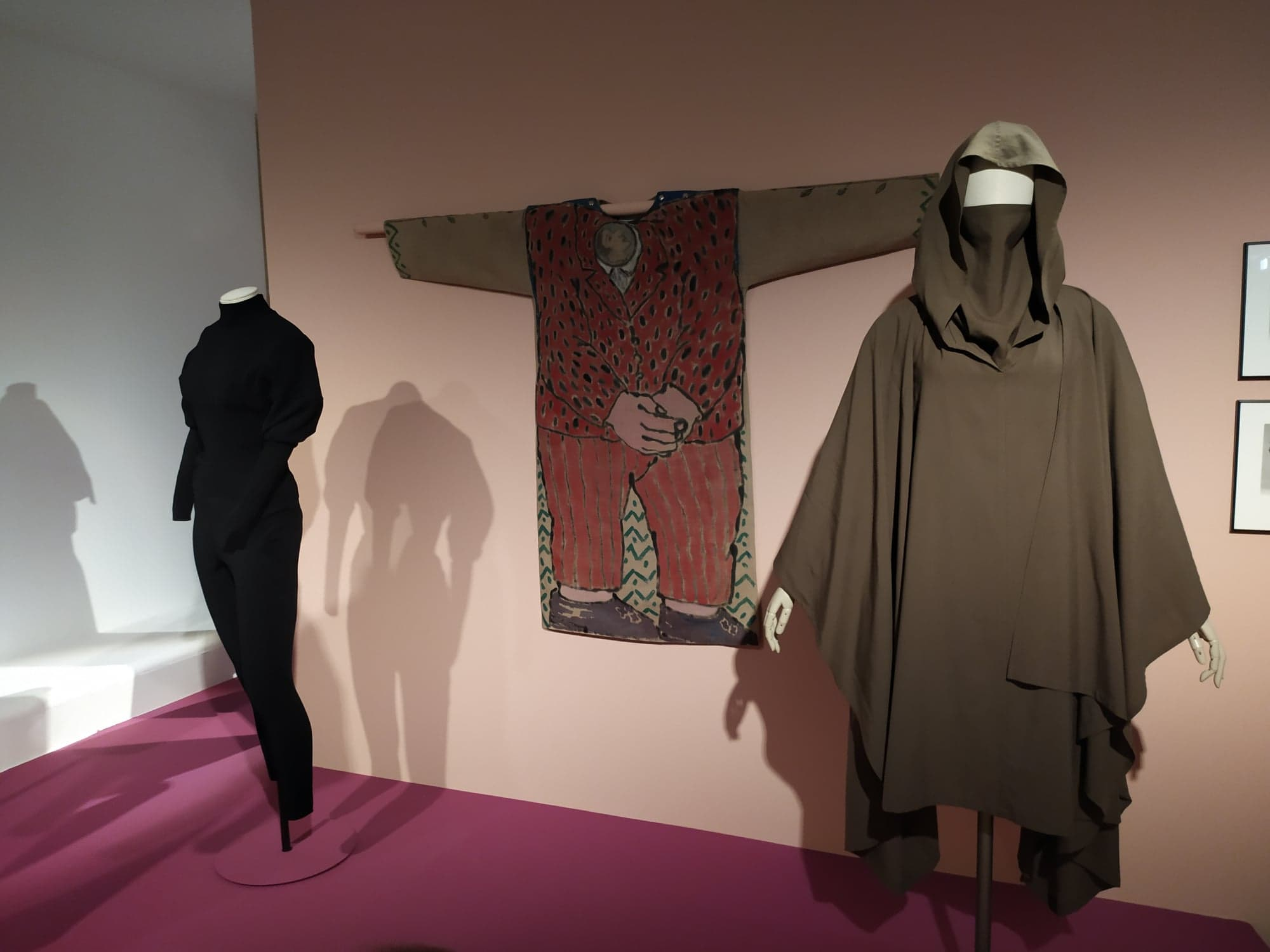
Robe-chasuble Castelbajac, toile de lin peinte à l'huile par Jean-Charles Blais, 1982 ; au mur du musée des Arts décoratifs (Paris 2022).

Il expose au Musée d'art moderne de Troyes en 1985, au Fashion Institute of Technology l'année suivante puis au MAK (Museum für angewandte Kunst) de Vienne quelques années après. Il participe à l’exposition Nos années 80 à l’UCAD à la fin de la décennie, à l’exposition Le monde selon ses créateurs au Palais Galliera en 1991, ainsi qu'à une exposition au VIA de sa production de mobilier, design et arts de la table.
Jean-Charles de Castelbajac ouvre une seconde boutique à Paris, rue des Petits-Champs.

#### Années 1990
Jean-Charles de Castelbajac réalise deux collections pour Courrèges à partir de 1993 ; il avait déjà participé, avec André Courrèges, à la création de vêtements liturgiques la décennie passée. « Il était « très Courrèges ». C'est le seul qui discute style et non mode » dira André Courrèges. Mais Jean-Charles de Castelbajac quitte la maison au milieu de l'année 1994. En cours de route il collabore notamment avec la société de montres Swatch, et crée en 1993 un premier modèle « Arty », commercialisé sous le nom de « Space People » ainsi qu'un autre modèle Swatch POP.
L'expérience des vêtements liturgiques est réitérée en 1997 pour le pape Jean-Paul II et pour 5 500 ecclésiastiques à l'occasion des XIIe Journées mondiales de la Jeunesse : il crée pour l'occasion avec le motif de l'arc-en-ciel,, thème repris bien plus tard pour la nouvelle tenue des cadres du mouvement des Scouts et Guides de France.
Il enseigne à la prestigieuse Saint Martins School of Design de Londres en 1998 et est maître de conférences à l’Académie des arts appliqués de Vienne, où il a donné des cours durant le milieu des années 1980. Après avoir été promu officier des Arts et des Lettres en 1994, il devient commandeur des Arts et des Lettres quatre ans plus tard et prend la vice-présidence de la Chambre syndicale du prêt-à-porter vers la même époque. Après avoir ouvert une boutique sur la place Saint-Sulpice quelques années auparavant, il inaugure alors un concept store, rue Madame à Paris.

#### Années 2000
Le début du millénaire marque la présentation de la première, et unique collection de haute couture. Jean-Charles de Castelbajac fait un retour à la mode masculine puis organise un défilé fleuve dans la toute nouvelle station de métro François-Mitterrand et présente par la suite une collection de boxeurs.
Mais après avoir collaboré avec de nombreuses marques, aussi diverses que les sacs et bagages Arco, les chausseurs J.M. Weston et Palladium, K-way, Swatch, Ligne Roset, Coca-Cola Light, Suze, ou des vêtements de ski pour Rossignol — un grand succès commercial — les années passées, la marque est dévaluée ; celle-ci est rachetée par un groupe britannique, puis changera plusieurs fois d'actionnaire les années suivantes.
Le styliste se recentre entre autres sur les thèmes de l'enfance et du sportswear, avec des collections et collaborations pour Hello Kitty dont il réalise un court métrage avec Mareva Galanter, Le Coq sportif, Okaïdi, mais également les jeans Lee Cooper, Fermob, les 3 Suisses, Olympia, Free Lance marque française de chaussures féminines, ou avec Nike.
Jean-Charles de Castelbajac installe alors son studio et son nouveau concept store, rue Vauvilliers, où il présente, avant l’achèvement des travaux, la collection homme « Working Class Heroes » pour laquelle certain de ces amis jouent les mannequins : Malcolm McLaren, Ramdane Touhami, Jacno, Laurent Voulzy… Un autre concept store ouvrira à Londres dans le quartier de Mayfair quelque temps après.
L'exposition Popaganda, The fashion style of JC de Castelbajac a lieu en 2006 au Victoria & Albert Museum. La même année, il écrit Eneco, conte fantastique publié aux Éditions Scali. Il réalise également une installation à la FIAC : le « Kubrickscube », Rubik's Cube géant illuminé en fonction du rythme d’un bande son. Il écrit Miss Hinano pour Mareva Galanter.
Il installe en 2007 au Palais Galliera une rétrospective Gallierock, à l'occasion de ses quarante ans de création. Casterman publie JC/DC de Artus de Lavilléon, biographie sous forme de bande dessinée,.
Pour les défilés de la fin de la décennie, son sens du détournement le fait introduire une myriade de personnages Disney, une citation faisant référence à l'artiste Jeff Koons, une robe Barack Obama, une mariée chevelue, ou une large présence des muppets utilisés en accumulation, ainsi que les imprimés Bambi se retrouvent sur le podium.

#### Années 2010
Il devient un artiste de la galerie Paradise Row à Londres où a lieu sa première exposition monographique The triumph of the sign.
Jean-Charles de Castelbajac réalise une Performance Born to be Wilde en hommage à Oscar Wilde à l’Hôtel (Paris) puis, à l'invitation de Jacques Perot, président de la Société Henri IV, crée une installation autour de la statue équestre d'Henri IV du Pont Neuf, dans le cadre de la célébration des 400 ans de la mort du roi. Il est également retenu pour habiller les agents du réseau Citura.

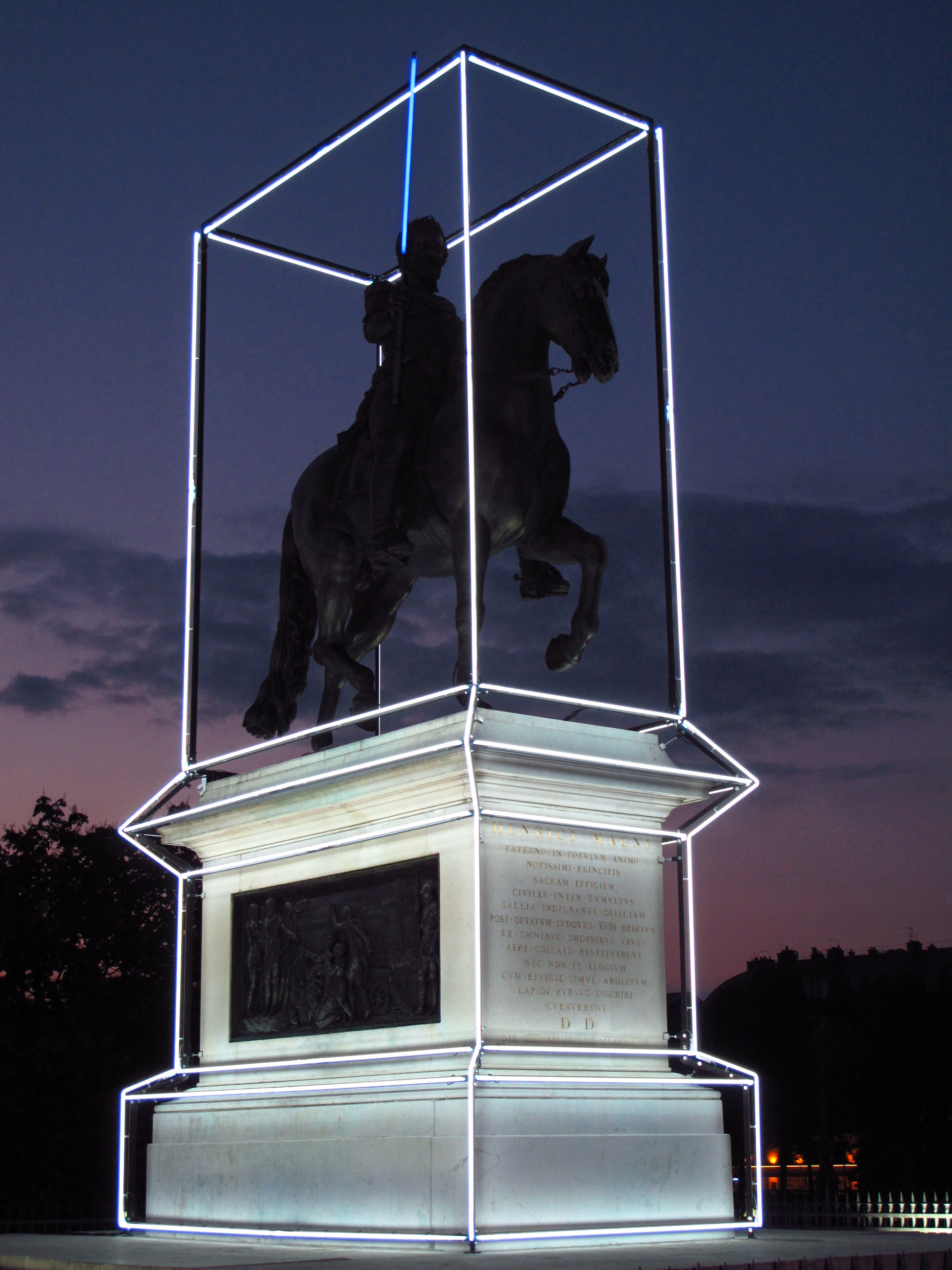
Installation de Castelbajac sur la statue d'Henri IV sur le Pont-Neuf.

Avec Nouvelle Vague, il s’investit dans les spectacles Ceremony au MAC de Créteil, suivi de The Dawn of innocence au Cent Quatre, à Paris. Cette dernière aura lieu à Tel Aviv peu après.
Les années 2010 sont l'occasion pour lui de développer plusieurs projets artistiques d'envergure : en octobre 2012, à l'occasion du festival Lille 3000 créé une performance intitulée Fantôme pour l'ouverture du festival. Il réalise également à partir de 2015 une fresque monumentale à l'aéroport de Paris-Orly couvrant plus de 3 200 m2, baptisée Orlove, qui représente des scènes dessinées par l'artiste inspirées par des histoires transmises par les partenaires, passagers et employés de l'aéroport,. En 2018, une exposition lui est consacrée à la galerie Magda Danysz à Paris, intitulée I Want / The Empire of Collaboration.
Pour les 30 ans de la Biennale des Antiquaires, le designer est chargé de la direction artistique et de la scénographie du Grand Palais.
Le livre Des Anges dans la Ville retraçant les anges tracés à la craie par l’artiste depuis dix ans sort en 2012.
Son retour dans les maisons de mode se fait au travers de collaborations : en 2015, il devient le directeur artistique de la marque le Coq Sportif et en 2018 est nommé directeur artistique des collections hommes et femmes de Benetton, jusqu'en septembre 2022.
Les défilés suivants Fire on Ice, et Esmeraldorado, Foxy Lady, ont lieu à l’Oratoire du Louvre, puis à l'Espace Vendôme ou dans un garage.
Jean-Charles de Castelbajac est un designer,, mais surtout un créateur de vêtements inspiré par l'enfance,, les couleurs primaires, le détournement ou le recyclage, et l'art qu'il soit contemporain ou baroque.
Les différents ponchos, gilet-gazon, robes-graffiti, pull « Shiva », tenue « nain de jardin », robe Jackie-Kennedy, robe smiley, robe-Shell, robes « Premier Secours » à l’imprimé Croix-Rouge, robe Tom et Jerry, robe Mickey, manteau Teddy Bear, vareuse-serpillères, manteau en tissu de balles de tennis, l'imperméable en cartes postales, vêtements liturgiques arc-en-ciel, « robes à cheveux » Clint Eastwood, Andy Warhol ou encore Michael Jackson, robe Félix le chat... font régulièrement le tour du monde des médias spécialisés de mode.

#### Années 2020
De septembre 2021 à mai 2022, à l’invitation du Centre Pompidou, Jean-Charles de Castelbajac investit la Galerie des enfants afin d’éveiller leur sensibilité artistique et d’attirer leur attention sur les signes fort de notre temps. Drapeaux, totems, couleurs emblématiques de son travail depuis cinquante ans et faisant écho à celles du Centre Pompidou composent huit dispositifs pédagogiques autour des signes, des symboles et du langage universel.
À l'été 2020, il collabore avec Aigle et en 2021 avec Sézane.
En 2021, il dessine « Volcamour », le logo de la candidature de Clermont-Ferrand-Massif central au label Capitale européenne de la culture 2028,.
En 2022, son travail est présenté au Mobilier national avec la scénographie de l’exposition No taste for bad taste retraçant les 40 ans de design français, et avec une carte blanche intitulée L’atour d’assises, articulée autour des styles français.
À l'occasion de la réouverture de la Cathédrale Notre-Dame de Paris le 8 décembre 2024, il est chargé de la création des nouvelles tenues liturgiques pour 700 personnes ; c'est la troisième fois qu'il dessine pour l'Église.

### Vie privée
Le 5 avril 1979, il se marie avec la journaliste et mannequin Catherine de Castelbajac (en), avec qui il aura deux fils, Guilhem (1979) et Louis-Marie (1983). Ils divorcent le 28 juin 1994.
Du début des années 2000 à mars 2012, il partage sa vie avec l'ancienne Miss France Mareva Galanter,.
En septembre 2019, il épouse civilement la poétesse Pauline de Drouas. En juillet 2021, de nouvelles noces ont lieu, cette fois-ci religieuses.

## Costumes et artistes de scène
La musique et le spectacle tiennent un rôle important dans le travail de Jean-Charles de Castelbajac. Au fil du temps, il a développé de nombreuses collaborations avec des artistes.
Dès le début de sa carrière, il fait les costumes pour la chanteuse Dany à l'Alcazar, et pour Marc’O, le triangle frappe encore au TNP. Vers le milieu des années 1970, il signe les costumes d’Isabelle Adjani pour le film Violette et François, ceux de Woody Allen dans Annie Hall, ceux de Purdey pour la série Chapeau melon et bottes de cuir, pour Jacno son costume de scène lors du concert de l'Olympia en 1985, Kraftwerk. En 1987, il réalise les costumes de scène d'Elli Medeiros, ainsi que ceux d'Un prince à New York et Mrs Doubtfire. Au début des années 2000, ce sont les costumes de la comédie musicale Le Petit Prince et la chanteuse Alizée pour son clip Gourmandises et également les Chicks on Speed, puis pour King Ju de Stupeflip, lors de l'exposition Gallierock. Il crée en 2009 des costumes de scène pour M.I.A. et sa robe-requin, Micky Green, Beth Ditto, Katy Perry qui porte régulièrement ses créations, Kanye West, puis Beyoncé qui porte une robe « Pirate » dans un clip… En 2010, pour Lady Gaga qui s'est déjà affichée en manteau Kermit, il crée une robe en cuir à l'occasion de son clip Telephone, ainsi que dans le clip de Applause.

## Ouvrages
- L'incroyable voyage de Piotr au pays des couleurs / texte Bruno Obadia ; dessins de Jean-Charles de Castelbajac. Arles : Actes Sud junior, 11/2015, 52 p.  (ISBN 978-2-330-05616-2)
- Tromper l'ennemi : l'invention du camouflage moderne en 1914-1918 / Cécile Coutin ; préface Jean-Charles de Castelbajac. Paris : Editions Pierre de Taillac - Ministère de la Défense, 09/2015, 238 p.  (ISBN 978-2-36445-062-2)
- Le petit Larousse illustré 2015 : coffret / dessins Jean-Charles de Castelbajac ; préface Bernard Cerquiglini. Paris : Larousse, 11/2014, 2 048 p.  (ISBN 978-2-03-590123-1)
- Le petit Larousse illustré 2015 / dessins Jean-Charles de Castelbajac ; préface Bernard Cerquiglini. Paris : Larousse, 06/2014, 2 048 p.  (ISBN 978-2-03-587373-6)
- JC-DC : cahier de coloriage / textes et illustrations Jean-Charles de Castelbajac. Grenoble : P'tit Glénat, 09/2012, 40 p.  (ISBN 978-2-7234-8976-8)
- Des anges dans la ville / Jean-Charles de Castelbajac. Vanves : Chêne, 03/2012, 191 p.  (ISBN 978-2-8123-0559-7)
- Un mousquetaire en Allemagne : récit / Stéphane de Castelbajac ; préface Jean-Charles de Castelbajac. Fontaine : Editions Thot, 06/2007, 178 p.  (ISBN 978-2-84921-115-1)
- JC-DC : l'integraal / illustrations Artus ; Jean-Charles de Castelbajac. Bruxelles : Casterman, 04/2007.  (ISBN 978-2-203-00568-6). Autobiographie en bande dessinée.
- Eneco : épisode 1 / Jean-Charles de Castelbajac. Paris : Ed. Scali, coll. "Graphic", 04/2006, 159 p.  (ISBN 2-35012-043-0)
- Secrets du point de croix / Jean-Charles de Castelbajac, Véronique Van der Putten. Paris : Gallimard-Jeunesse, coll. "Secrets" no 32, 05/1999, 32 p.  (ISBN 2-07-052715-8)
- Anges a votre service. Montréal : QUEBECOR, 08/1996.  (ISBN 2-7640-0108-8)
- Les anges et toi / Jean-Charles de Castelbajac. Neuilly-sur-Seine : Michel Lafon, 03/1996, 300 p.  (ISBN 2-84098-150-5)
- Le Monde selon ses créateurs : Jean-Paul Gaultier, Roméo Gigli, Vivienne Westwood, Sybilla, Martin Margiela, Jean-Charles de Castelbajac / exposition, Musée de la mode et du costume, Palais Galliera, Paris, 6 juin-15 septembre 1991. Paris : Paris-Musées, 1991, 112 p.  (ISBN 2-87900-034-3)
- Le grand armorial équestre de la Toison d'or, avec Michel Pastoureau, Seuil / BNF, 2017.
- Fashion, Art & Rock’n'Roll, Teneus, 2016, 352 p.  (ISBN 978-3832734282)
- Dessins tout-terrain, Flammarion, 2021, 386 p.  (ISBN 978-2-0802-5251-7)[87]